# فینال جام حذفی فوتبال انگلستان ۱۹۷۶
فینال جام حذفی فوتبال انگلستان ۱۹۷۶، رقابت پایانی جام حذفی فوتبال انگلستان در سال ۱۹۷۶ میلادی است که مابین دو تیم باشگاه فوتبال ساوت‌همپتون و باشگاه فوتبال منچستر یونایتد در ورزشگاه ومبلی لندن برگزار شده‌است.
این مسابقه که در تاریخ ۱ مه ۱۹۷۶ انجام شده‌است با نتیجه ۱ بر ۰ به سود تیم باشگاه فوتبال ساوت‌همپتون به پایان رسید.